# Kabinett Wendorff I
Das Kabinett Wendorff I bildete vom 9. November 1918 bis zum 22. Februar 1919 die Landesregierung von Mecklenburg-Schwerin.
Großherzog Friedrich Franz IV. entließ am 8. November 1918 das Staatsministerium Dr. Langfeld und ernannte am 9. November 1918 das neue Staatsministerium. Das aus Vertretern der Mehrheitsparteien des Reichstags bestehende Ministerium wurde zur Zeit seiner Bildung auch als Mecklenburgische Volksregierung bezeichnet, später wieder als Staatsministerium. Die Geschäftsverteilung des Ministeriums wurde am 11. November 1918 festgelegt. Das ernannte Staatsministerium blieb auch nach der Abdankung des Großherzogs am 14. November 1918 noch bis zum 22. Februar 1919 im Amt. Das Kabinett Wendorff I war damit sowohl die letzte Regierung des Großherzogtums Mecklenburg-Schwerin als auch die erste republikanische Regierung des Landes.
| Amt                                                                 | Name                                                                                       | Partei       |
| ------------------------------------------------------------------- | ------------------------------------------------------------------------------------------ | ------------ |
| Präsident des Staatsministeriums Äußeres Inneres                    | Dr. Hugo Wendorff                                                                          | DDP          |
| Finanzen1                                                           | Heinrich Dethloff                                                                          | SPD          |
| Justiz2                                                             | Dr. Friedrich Stratmann 11. bis 14. November 1918 Fritz Henck ab 13. Dezember 19183        | NL SPD       |
| geistliche, Unterrichts- und Medizinalangelegenheiten und für Kunst | Hans Sivkovich                                                                             | DDP          |
| Ohne Geschäftsbereich                                               | Franz Starosson Heinrich Erdmann Dr. Ludwig Barbasch 13. Dezember 1918 bis 10. Januar 1919 | SPD SPD USPD |

1 Das Finanzministerium beinhaltete die Abteilung für Domänen und Forsten. 
 2 Das Justizministerium beinhaltete die Abteilungen für Sozialpolitik sowie für Presse- und Verkehrswesen. 
 3 Henck übernahm die Leitung des Justizministeriums am 18. Dezember 1918.